# Jimmy Hindson
James Bell Hindson (15 tháng 7 năm 1908 – 1950) là một cầu thủ bóng đá người Anh từng thi đấu ở vị trí hậu vệ. Ông có hơn 100 lần ra sân ở Football League cho Fulham.

## Thống kê sự nghiệp
| Câu lạc bộ          | Mùa giải            | Giải vô địch         | Giải vô địch | Giải vô địch | Cúp FA | Cúp FA | Tổng | Tổng |
| Câu lạc bộ          | Mùa giải            | Hạng đấu             | Trận         | Bàn          | Trận   | Bàn    | Trận | Bàn  |
| ------------------- | ------------------- | -------------------- | ------------ | ------------ | ------ | ------ | ---- | ---- |
| Fulham              | 1931-32             | Third Division South | 6            | 0            | 1      | 0      | 7    | 0    |
| Fulham              | 1932-33             | Second Division      | 10           | 0            | 0      | 0      | 10   | 0    |
| Fulham              | 1933-34             | Second Division      | 20           | 0            | 1      | 0      | 21   | 0    |
| Fulham              | 1934-35             | Second Division      | 27           | 0            | 0      | 0      | 27   | 0    |
| Fulham              | 1935-36             | Second Division      | 33           | 0            | 6      | 0      | 39   | 0    |
| Fulham              | 1936-37             | Second Division      | 4            | 0            | 0      | 0      | 4    | 0    |
| Fulham              | 1937-38             | Second Division      | 4            | 0            | 1      | 0      | 5    | 0    |
| Tổng cộng sự nghiệp | Tổng cộng sự nghiệp | Tổng cộng sự nghiệp  | 104          | 0            | 9      | 0      | 113  | 0    |